# Лоренс (селище, Нью-Йорк)
Лоренс (англ. Laurens) — селище (англ. village) в США, в окрузі Отсего штату Нью-Йорк. Населення — 185 осіб (2020).

## Географія
Лоренс розташований за координатами 42°31′53″ пн. ш. 75°5′19″ зх. д. / 42.53139° пн. ш. 75.08861° зх. д. (42.531319, -75.088716).  За даними Бюро перепису населення США в 2010 році селище мало площу 0,33 км², уся площа — суходіл.

## Демографія
Згідно з переписом 2010 року, у селищі мешкали 263 особи в 108 домогосподарствах у складі 68 родин. Густота населення становила 791 особа/км².  Було 128 помешкань (385/км²).
Расовий склад населення:
| - 97,3 % — білих - 0,4 % — азіатів |

До двох чи більше рас належало 2,3 %. Частка іспаномовних становила 3,4 % від усіх жителів.
За віковим діапазоном населення розподілялося таким чином: 26,6 % — особи молодші 18 років, 62,4 % — особи у віці 18—64 років, 11,0 % — особи у віці 65 років та старші. Медіана віку мешканця становила 34,8 року. На 100 осіб жіночої статі у селищі припадало 67,5 чоловіків;  на 100 жінок у віці від 18 років та старших — 78,7 чоловіків також старших 18 років.
Середній дохід на одне домашнє господарство  становив 49 065 доларів США (медіана — 42 500), а середній дохід на одну сім'ю — 54 144 долари (медіана — 51 000). Медіана доходів становила 38 611 долар для чоловіків та 31 250 доларів для жінок. За межею бідності перебувало 15,5 % осіб, у тому числі 37,1 % дітей у віці до 18 років та 7,4 % осіб у віці 65 років та старших.
Цивільне працевлаштоване населення становило 118 осіб. Основні галузі зайнятості: освіта, охорона здоров'я та соціальна допомога — 26,3 %, виробництво — 20,3 %, мистецтво, розваги та відпочинок — 10,2 %, роздрібна торгівля — 9,3 %.